# Sören Halldén

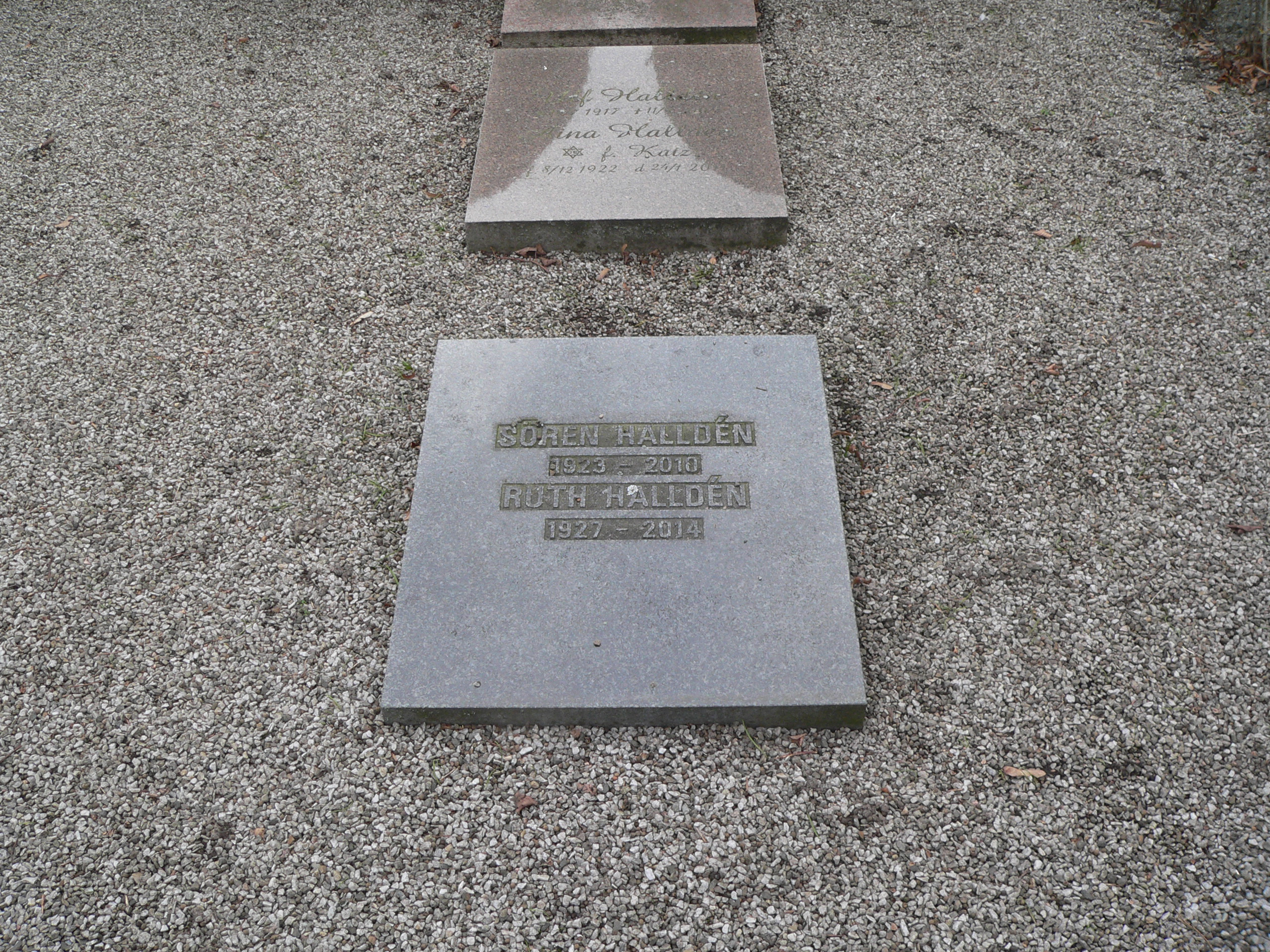
Makarna Halldéns grav på Sankt Pauli mellersta kyrkogård, kvarter 9, gravplats 8.

Sören Halldén, född 19 maj 1923, död januari 2010,  var en svensk filosof och logiker, professor i teoretisk filosofi vid Lunds universitet.
Halldén arbetade initialt enbart med formell logik och metodfrågor i filosofisk analys. Ett tidigt arbete tog upp begreppet meningsfullhet. Doktorsavhandlingen 1950 behandlar begreppet logisk sanning. I senare skrifter menade han att olika problem kräver skiftande analysmetoder.
Halldén fick sin professur 1964. Han var en klar företrädare för den analytiska filosofin, vilken han beskrev i Universum, döden och den logiska analysen (1961), så väl att den varit introduktionskurs för många studerande. Andra arbeten berörde beslutsteoretiska överväganden. Enligt professorn i idé- och lärdomshistoria Svante Nordin medförde Halldéns tillträde till professuren en brytning med den gamla Lundafilosofin.
Halldén producerade sig efter pensioneringen 1988 i samma takt som under sina år vid universitetet. Precis efter pensioneringen fick den svenska kulturjournalistiken sina fiskar varma i en debattbok. 2001 tog han upp individens kamp med livet, kärleken och fördomar.  
Halldén gjorde sig på äldre dagar känd för självständig och personlig hållning i vetenskapsdebatten, där han intog en provokativ pessimistisk inställning till forskarnas förmåga att ta sig ur ”föreställningarnas fängelse” och fastna i ”main-stream". Den andan präglade hans bok (2005), som försöker svara på hur det går till inom vetenskapen. Med ”vetenskapen” avsåg Halldén de människor och institutioner som bär dess ideal. Han fann att dessa inte alltid är värdiga bärare av de höga idealen. Boken handlar om vetenskapssociologi och -psykologi. Dess huvudtes är att mänsklig svaghet och osunda sociala mekanismer allvarligt skadar vetenskapen och dess livskraft.
Han var sedan 1950 gift med litteraturkritikern Ruth Halldén.

## Valda arbeten
- Det analytiska greppet,  (2006)
- Hur går det till inom vetenskapen? Thales, Stockholm (2005). ISBN 91-7235-059-8.
- Vardagslivets filosofi, (2001)
- When moral law is absent, (2001)
- Humbuglandet,   (1988)
- Den bortglömda mognaden, (1987)
- Behövs det förflutna?, (1983)
- Nyfikenhetens redskap, (1980)
- The foundations of decision theory, Uppsala (1980)
- Universum, döden och den logiska analysen, (1961)
- On the logic of ”better”, Stockholm  (1957)
- Emotive propositions, Stockholm  (1954)
- Några resultat i modal logik, (1950)
- The logic of nonsense, Uppsala (1949)